# Blauwe Toekomst
Blauwe Toekomst (Fins: Sininen tulevaisuus, Zweeds: Blå framtid) was een Finse rechtse politieke partij.

## Geschiedenis
De partij werd op 13 juni 2017 opgericht door 19 parlementsleden die de Finnenpartij hadden verlaten uit protest tegen het verkiezen van Jussi Halla-aho als partijleider. Aanvankelijk was de naam van de parlementaire groep Nieuw Alternatief (Fins: Uusi vaihtoehto, Zweeds: Nytt alternativ). De huidige naam werd aangekondigd op 19 juni 2017 en officieel geregistreerd 3 juli 2017.
De partij wordt voorgezeten door Sampo Terho, op moment van de oprichting minister voor Europese Zaken, Cultuur en Sport. Bij de oprichting waren ook andere ministers van de Finnenpartij overgelopen zoals: Timo Soini, Jussi Niinistö, Jari Lindström and Pirkko Mattila. Het is een van de drie partijen die het Kabinet-Sipilä vormen.
De partij verloor alle zetels in de verkiezingen van 2019. De Partij werd ontbonden in 2023 na een tweede poging om een zetel te halen bij de parlementsverkiezingen.